# Jack Ü
Jack Ü – amerykański krótkotrwały projekt muzyczny tworzony przez Skrilleksa i Diplo w latach 2013–2016. Twórczość muzyczna Jack Ü składa się z wydanego we wrześniu 2014 singla „Take Ü There” oraz albumu Skrillex and Diplo Present Jack Ü wydanego w lutym 2015. Po rocznych występach na żywo duet pod opisywaną nazwą zakończył działalność.

## Dyskografia
Albumy
| Rok  | Album                                                                                           | Pozycja na liście | Pozycja na liście | Pozycja na liście | Pozycja na liście | Sprzedaż       |
| Rok  | Album                                                                                           | USA               | AUS               | NZL               | UK                | Sprzedaż       |
| ---- | ----------------------------------------------------------------------------------------------- | ----------------- | ----------------- | ----------------- | ----------------- | -------------- |
| 2015 | Skrillex and Diplo Present Jack Ü - Data: 27 lutego 2015 - Wydawca: Atlantic, Mad Decent, OWSLA | 26                | 12                | 15                | 131               | - USA: 14 000+ |

Single
| Rok                         | Tytuł                                  | Pozycja na liście | Pozycja na liście | Pozycja na liście | Pozycja na liście | Pozycja na liście | Certyfikat                                    | Album                             |
| Rok                         | Tytuł                                  | USA               | AUS               | NZL               | FIN               | UK                | Certyfikat                                    | Album                             |
| --------------------------- | -------------------------------------- | ----------------- | ----------------- | ----------------- | ----------------- | ----------------- | --------------------------------------------- | --------------------------------- |
| 2014                        | „Take Ü There” (gośc. Kiesza)          | –                 | –                 | –                 | –                 | 63                |                                               | Skrillex and Diplo Present Jack Ü |
| 2015                        | „Where Are Ü Now” (oraz Justin Bieber) | 8                 | 3                 | 3                 | 7                 | 3                 | - AUS: platynowa płyta - POL: platynowa płyta | Skrillex and Diplo Present Jack Ü |
| „–” singel nie był notowany |                                        |                   |                   |                   |                   |                   |                                               |                                   |